# كافيتيريا

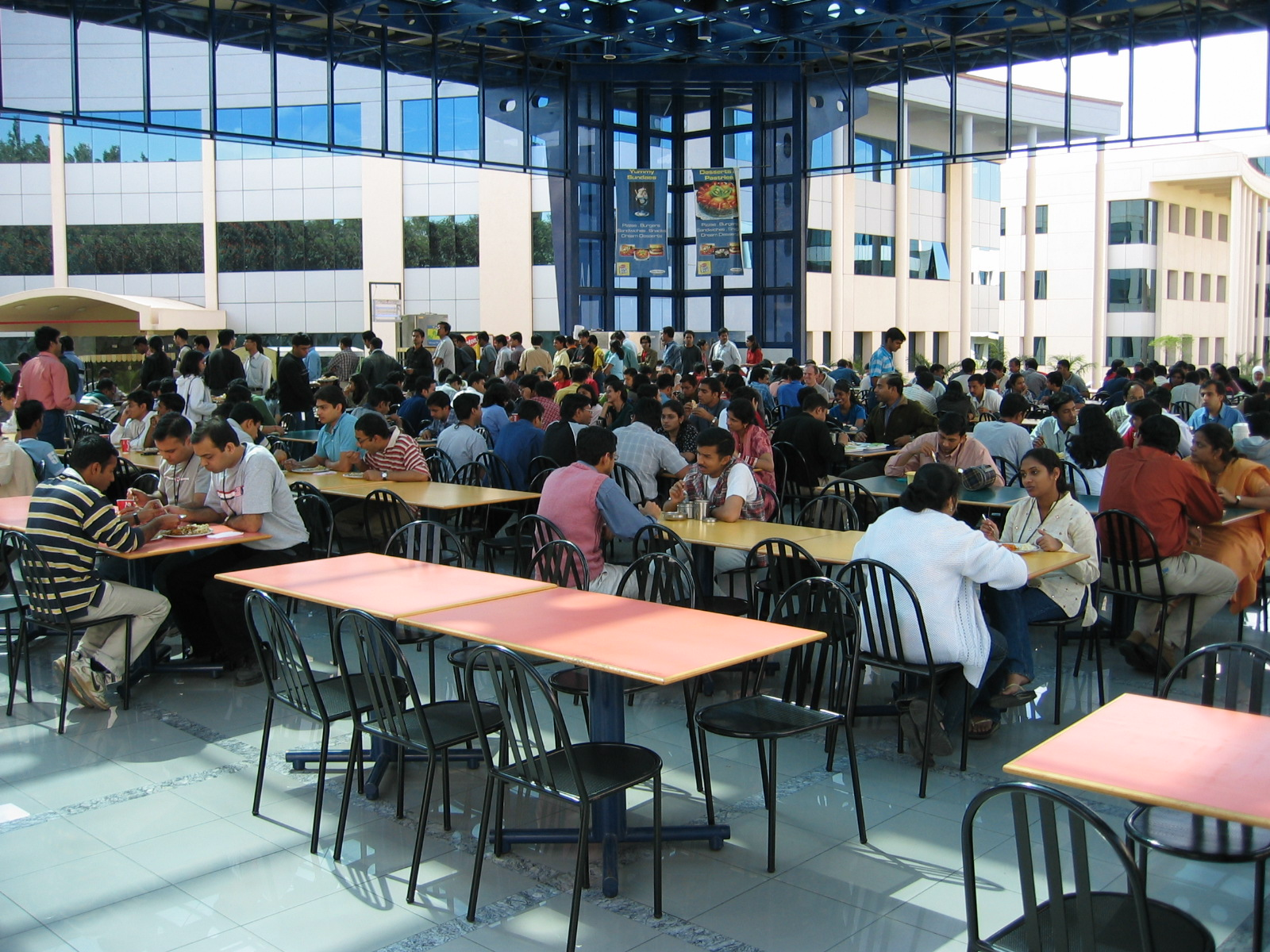
كافيتيريا في بنغالور، الهند، ديسمبر 2003.

قاعة الطعام أو كافيتيريا أو الكَفِترية أو الكَنتين هو اسم للمكان الذي يقدم الطعام والشراب، سواء كان هناك طاقم يقوم بتقديم الطعام والشراب للزبائن أو هم يقومون بخدمة أنفسهم .وهذا المكان قد يكون مطعم أو مكان داخل مبنى رئيسي أو مدرسة أو فندق. كما يشار لمكان تناول الطعام في المدرسة إلى صالة طعام أو مقصف.